# Helge Løvland
Helge Andreas Løvland (Froland, 11 maggio 1890 – Oslo, 26 aprile 1984) è stato un multiplista norvegese, medaglia d'oro nel decathlon alle Olimpiadi di Anversa 1920.

## Palmarès
| Anno | Manifestazione  | Sede    | Evento    | Risultato | Punteggio |
| ---- | --------------- | ------- | --------- | --------- | --------- |
| 1920 | Giochi olimpici | Anversa | Decathlon | Oro       | 6 803,355 |